# Éditions Perce-Neige
Fondée en 1980, Perce-Neige est une maison d'édition acadienne, située à Moncton, qui publie en français des livres témoignant de la richesse, de la vivacité et de la singularité des littératures de l’Atlantique. Vaillante et visionnaire, elle contribue au développement de ces littératures et veille à les faire rayonner dans la francophonie depuis 1980.
Cet organisme sans but lucratif a pour mission de contribuer au développement de la littérature acadienne dans les provinces Maritimes en privilégiant les auteurs émergents du milieu, en plus de préserver le patrimoine acadien.
La maison d'édition est membre de l'Association nationale des éditeurs de livres (ANEL),, du Regroupement des éditeurs franco-canadiens (REFC) et du Réseau des arts de la parole et des arts et initiatives littéraires (RAPAIL).

## Historique
Fondées en 1980 par l’Association des écrivains acadiens, les Éditions Perce-Neige sont une maison d'édition du Nouveau-Brunswick qui se consacre principalement à la poésie, mais également à la prose, au théâtre et à l'essai. La maison d’édition publie des écrivains de l’Atlantique et de la Louisiane. D’abord une coopérative, la maison d’édition devient un organisme à but non lucratif en 1986, à l’initiative de quatre poètes : Herménégilde Chiasson, Rose Després, Gérald Leblanc et Dyane Léger. Après un passage à vide de quelques années, la maison d’édition est relancée en 1990 par deux jeunes poètes, Frédric Gary Comeau et Jean-Philippe Raîche.
C’est Gérald Leblanc qui en est le directeur à partir de 1992, et ce, jusqu’en 2005. L’écrivain joue un rôle de mentor auprès de la relève littéraire, et la maison d’édition publie alors de nombreux jeunes poètes tels que Judith Hamel, Paul Bossé, Sarah Marylou Brideau, Fredric Gary Comeau, Christian Roy, Éric Cormier, Marc Arseneau et Daniel Dugas. Cette génération fait partie d’un mouvement qui a été nommé « l’École Aberdeen », puisque la maison d’édition était alors située dans le Centre culturel Aberdeen, à Moncton. Les Éditions Perce-Neige ont depuis déménagé dans la Maison du Commerce, sur la rue St-George.
Serge Patrice Thibodeau reprend la direction littéraire de la maison d’édition en 2005 et occupe cette fonction jusqu’en 2023. Sous sa gouverne, l’organisme entame un processus de professionnalisation des auteur.ices et de la maison d’édition, d’abord en assurant la formation continue de l’équipe et des directions de collection, mais également en publiant de nouvelles voix faisant aujourd’hui partie intégrante du paysage littéraire acadien, telles que Georgette LeBlanc, Jonathan Roy, Suzan Payne, Gabriel Robichaud, Shayne Michael ou Sébastien Bérubé. Son souci de représentativité de toutes les voix de l’Acadie fait en sorte que le catalogue des Éditions Perce-Neige donne maintenant la parole aux femmes, aux Autochtones et à nombre de poètes issus de régions plus éloignées ou jusqu’alors moins représentées dans le catalogue (Madawaska, Nouvelle-Écosse, Louisiane, etc.). La maison d’édition est d’ailleurs reconnue pour ses lancements-spectacles dynamiques.
En mars 2023, la maison d’édition annonce la nomination d’Émilie Turmel à la direction littéraire de l’organisme. Elle devient ainsi la première femme à occuper ce poste. Après 14 ans à la barre des Éditions Perce-Neige, Serge Patrice Thibodeau quitte ses fonctions de directeur général le 1er décembre 2023,. Danielle LeBlanc reprend le flambeau le 1er mars 2024.

## Collections
- Poésie : Dirigée par Émilie Turmel et Jonathan Roy, la collection Poésie est en quelque sorte la marque de commerce de la maison d’édition, qui s’est spécialisée en poésie.
- Théâtre : Dirigée par Gabriel Robichaud, la collection Théâtre est née en 2020 avec la parution d’une pièce de théâtre de Caroline Bélisle intitulée Diner pour deux[20].
- Essais et documents : Dirigée par Pénélope Cormier et Julien Massicotte, la collection Essais et documents rassemble des œuvres d’idées.
- Prose : Dirigée par Marilou Potvin-Lajoie et Louis-Martin Savard, la collection Prose accueille des romans, des nouvelles ainsi que des récits[21].
- Mémoire : Dirigée par Serge Patrice Thibodeau, la collection Mémoire se veut le carrefour d’œuvres importantes issues du patrimoine littéraire acadien[21].

La maison publie également des traductions, lesquelles se font davantage connaître à partir de 2019, lors de la traduction du recueil de poésie Océan de Sue Goyette par la poète Georgette LeBlanc. Le recueil, dont la traduction a été soutenue par le Conseil des arts du Canada, a été applaudi par la critique et a reçu le Prix littéraire du gouverneur général, catégorie Traduction, en 2020.

## Auteurs publiés
- Guy Arsenault[22]
- Sébastien Bérubé[22]
- Mo Bolduc[22]
- Sarah Marylou Brideau[22]
- Herménégilde Chiasson[22]
- Fredric Gary Comeau[22]
- France Daigle[22]
- Léonard Forest[22]
- Hélène Harbec[22]
- Gérald Leblanc[22]
- Georgette Leblanc[22]
- Raymond Guy Leblanc[22]
- Daniel Léger[22]
- Viola Léger[22]
- Robert Pichette[22]
- Gabriel Robichaud[22]
- Rino Morin Rossignol[22]
- Jonathan Roy[22]
- Roméo Savoie[22]
- Serge Patrice Thibodeau[22]
- Robert Viau[22]

## Équipe

### Membres de l’équipe des Éditions Perce-Neige
- Directrice générale : Danielle LeBlanc[23]
- Directrice littéraire : Émilie Turmel[23],[14]
- Responsable commerciale : Catherine Pion[23]

### Membre du conseil d’administration
Conseil d’administration
- Présidente : Marilou Potvin-Lajoie[23]
- Vice-présidente : Léonore Bailhache[23]
- Trésorier.ère :  Josiane Furlong[23]
- Secrétaire : Malaïka Bacon-Dussault[23]
- Administrateur : Roger J. Ouellette[23]
- Administrateur : Paul Bossé[23]

## Direction littéraire
- 1991-2005 : Gérald Leblanc
- 2007-2023 : Serge Patrice Thibodeau
- 2023- : Émilie Turmel